# روجر فريتز
روجر فريتز (بالألمانية: Roger Fritz) هو مصور ومخرج وممثل ألماني، ولد في 22 سبتمبر 1936 في ألمانيا.

## أعمال

### أفلام
- (1977) الصليب الحديدي

## وصلات خارجية
- روجر فريتز على موقع IMDb (الإنجليزية)
- روجر فريتز على موقع ألو سيني (الفرنسية)
- روجر فريتز على موقع أول موفي (الإنجليزية)
- روجر فريتز على موقع قاعدة بيانات الأفلام السويدية (السويدية)
- روجر فريتز على موقع قاعدة بيانات الفيلم (الإنجليزية)
- روجر فريتز على موقع كينوبويسك (الروسية)
- روجر فريتز على موقع كينوبويسك (الروسية)